# Sceloporus tanneri
Espèce
Statut de conservation UICN

 DD  : Données insuffisantes
Sceloporus tanneri est une espèce de sauriens de la famille des Phrynosomatidae.

## Répartition
Cette espèce est endémique de l’État de Oaxaca au Mexique.

## Étymologie
Cette espèce est nommée en l'honneur de Wilmer Webster Tanner.

## Publication originale
- Smith & Larsen, 1975 : A new species of the formosus group of the lizard genus Sceloporus. Copeia, vol. 1975, no 1, p. 47-50.